# Marcel Schein
Pour les articles homonymes, voir Schein.
Marcel Schein (9 juin 1902 à Trstená, Autriche-Hongrie - 20 février 1960 à Chicago, États-Unis) est un physicien américain d'origine tchécoslovaque. Il s'est surtout démarqué par ses recherches sur les rayons cosmiques.

## Biographie
Marcel Schein est né le 9 juin 1902 à Trstená en Autriche-Hongrie. Il a étudié à l'université de Vienne, l'université de Wurtzbourg et l'université de Zurich. À cette université, il obtient en 1927 son Ph.D. en physique sous la supervision d'Edgar Meyer (de) (Ueber die Reflexion und Absorption langwelliger Röntgenstrahlen : A propos de la réflexion et l'absorption des rayons X de grandes longueurs d'onde). Après, il enseigne dans des universités européennes jusqu'en 1938.
Émigré aux États-Unis à l'invitation de Arthur Compton, il obtient un poste à l’Institute of Physics de l'université de Chicago. Chercheur de 1938 à 1943, il devient ensuite professeur adjoint de 1943 à 1945, puis professeur associé jusqu'en 1946. Il est ensuite nommé professeur.
À partir de 1947, grâce à des fonds de la Commission de l'énergie atomique des États-Unis et de l'United States Navy, il mène des études des rayons cosmiques à l'aide de ballons capables d'atteindre une altitude de 120 000 pieds dans l'atmosphère terrestre,. Il a continué ces recherches jusqu'en 1960.
Il est mort en 1960 à Chicago, États-Unis.

## Publications
- (de) (avec Stiftung von Schnyder von Wartensee) Optische messungen am quecksilber-atom, E. Birkhäuser & cie., 1929 (La Théorie des électrons dans les métaux)
- (en) (avec Donald Joseph Montgomery) Problems in Cosmic Ray Physics, 1946